# Lord St. Colme

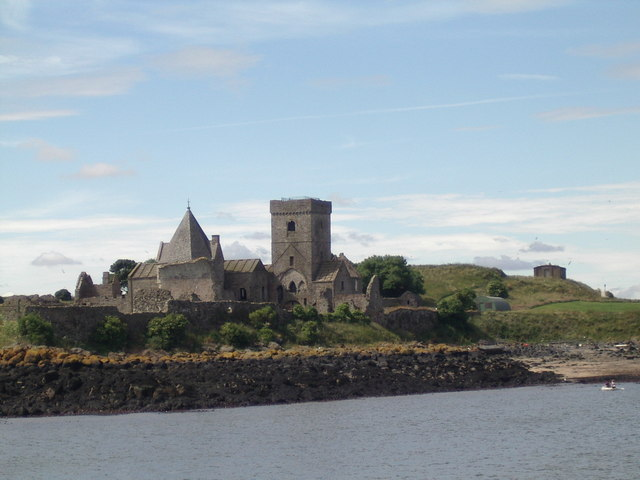
Abtei Saint Colme’s Inch

Lord Saint Colme ist ein erblicher britischer Adelstitel in der Peerage of Scotland.

## Verleihung
Der Titel wurde am 7. März 1611 für Henry Stewart geschaffen, als König Jakob VI. die Abtei von Saint Colme’s Inch in Fifeshire einschließlich der dazugehörigen Ländereien in eine weltliche Lordship of Parliament umwandelte und Henry Stewart übereignete. Henry war der zweitgeborene Sohn des James Stewart, 1. Lord Doune, und unter anderem bereits seit 1581 Verwalter der Abtei von Saint Colme’s Inch gewesen.
Sein einziger Sohn und Erbe, der 2. Lord, blieb kinderlos und kämpfte als Oberst in schwedischen Diensten unter Gustav II. Adolf im Dreißigjährigen Krieg. Er wurde am 26. Februar 1620 enterbt, und der Titel und die Ländereien durch Urkunde von König Jakob VI. an dessen Vetter und nächstberechtigten Erben James Stewart, 3. Earl of Moray übertragen. Der Titel ist seither ein nachgeordneter Titel des jeweiligen Earl of Moray.

## Liste der Lords St. Colme (1611)
- Henry Stewart, 1. Lord St. Colme († 1612)
- James Stewart, 2. Lord St. Colme († nach 1620/vor 1643)
- James Stewart, 3. Earl of Moray, 3. Lord St. Colme († 1638)
- James Stewart, 4. Earl of Moray, 4. Lord St. Colme († 1653)
- Alexander Stuart, 5. Earl of Moray, 5. Lord St. Colme († 1701)
- Charles Stuart, 6. Earl of Moray, 6. Lord St. Colme († 1735)
- Francis Stuart, 7. Earl of Moray, 7. Lord St. Colme († 1739)
- James Stuart, 8. Earl of Moray, 8. Lord St. Colme (1708–1767)
- Francis Stuart, 9. Earl of Moray, 9. Lord St. Colme (1737–1810)
- Francis Stuart, 10. Earl of Moray, 10. Lord St. Colme (1771–1848)
- Francis Stuart, 11. Earl of Moray, 11. Lord St. Colme (1795–1859)
- John Stuart, 12. Earl of Moray, 12. Lord St. Colme (1797–1867)
- Archibald Stuart, 13. Earl of Moray, 13. Lord St. Colme (1810–1872)
- George Stuart, 14. Earl of Moray, 14. Lord St. Colme (1816–1895)
- Edmund Stuart, 15. Earl of Moray, 15. Lord St. Colme (1840–1901)
- Francis Stuart, 16. Earl of Moray, 16. Lord St. Colme (1842–1909)
- Morton Stuart, 17. Earl of Moray, 17. Lord St. Colme (1855–1930)
- Francis Stuart, 18. Earl of Moray, 18. Lord St. Colme (1892–1943)
- Archibald Stuart, 19. Earl of Moray, 19. Lord St. Colme (1894–1974)
- Douglas Stuart, 20. Earl of Moray, 20. Lord St. Colme (1928–2011)
- John Stuart, 21. Earl of Moray, 21. Lord St. Colme (* 1966)

Voraussichtlicher Titelerbe (Heir apparent) ist der Sohn des aktuellen Titelinhabers James Stuart, Lord Doune (* 2002).